# Montserrat Caballé
Montserrat Caballé, vlastním jménem Maria de Montserrat Viviana Concepción Caballé i Folch (12. dubna 1933, Barcelona, Španělsko – 6. října 2018 Barcelona) byla španělská operní pěvkyně, sopranistka, známá interpretací Verdiho děl a belcantového repertoáru, především oper Rossiniho, Belliniho a Donizettiho.
Na žádost MOV z roku 1987 nahrála s Freddiem Mercurym skladbu „Barcelona“, která se stala jednou ze dvou oficiálních písní barcelonských Letních olympijských her 1992. Ve své kariéře absolvovala více než 4 000 operních představení.

## Životopis

### Původ a studium
Montserrat Caballé se narodila v katalánské Barceloně v roce 1933 (podle některých zdrojů v roce 1938). Jejími rodiči byli Carles Caballé a Anna Folch. Studovala 12 let na Hudební konzervatoři v Barceloně, kterou ukončila v roce 1954 se zlatou medailí. Jejími učiteli byli Eugenia Kemmeny, Conchita Badía a Napoleone Annovazzi.

### Soukromý život
V roce 1964 se provdala za tenora Bernabé Martího (1928–2022). Jejich manželství trvalo až do její smrti, Bernabé Martí svou ženu přežil. Manželé měli spolu dvě děti, syna a dceru Montserrat Martí Caballé (známou jako Montsita), která je rovněž pěvkyně-sopranistka.

### Operní kariéra
V roce 1955 stála poprvé na operní scéně Teatro Fortuna v malém městě Reus (blízko Tarragony) v titulní roli opery La Serva Padrona (Služka paní) skladatele Giovanni Battisty Pergolesiho. Poté se stala členkou souboru Městského divadla ve švýcarské Basileji, kde měla 17. listopadu 1956 svůj operní debut mimo rodné Španělsko, a to v roli Mimì v opeře La Bohème (Giacomo Puccini). Kromě toho účinkovala v mnoha dalších rolích, včetně titulních hrdinek oper Tosca (Puccini), Aida (Giuseppe Verdi) či Salome (Richard Strauss).
V době svého angažmá v německém hanzovním městě Brémách v letech 1960–1961 se specializovala na role belcanta. V roce 1962 se vrátila do Barcelony a debutovala na tamější velké operní scéně Gran Teatre del Liceu (název v katalánštině) v titulní roli opery Richarda Strausse Arabella.
Prvního mezinárodního úspěchu dosáhla Montserrat Caballé v roce 1965, když 15. dubna zastoupila americkou sopranistku Marilyn Horne (* 1934), která pro indispozici nemohla zpívat v koncertní verzi opery Lucrezia Borgia (skladatel Gaetano Donizetti) v Carnegie Hall v New Yorku. Její interpretace vzbudila senzaci a proslavila ji v celém operním světě. V jednom newyorském deníku se objevil titulek: «Callas + Tebaldi = Caballé».
Poté, rovněž v roce 1965, zpívala na operním festivalu v anglickém Glyndebourne a debutovala v Metropolitní opeře v roli Markétky v opeře Charlese Gounoda Faust.
V roce 1972 debutovala v milánské La Scale v obtížné titulní roli opery Norma od Vincenza Belliniho (s proslulou árií Casta Diva). Dále vystoupila jako Violeta ve slavné Verdiho opeře La traviata na scéně londýnské Královské opery Covent Garden. V roce 1980 interpretovala titulní roli Semiramis ve stejnojmenné opeře Semiramis od Gioacchina Rossiniho na festivalu v Aix-en-Provence.

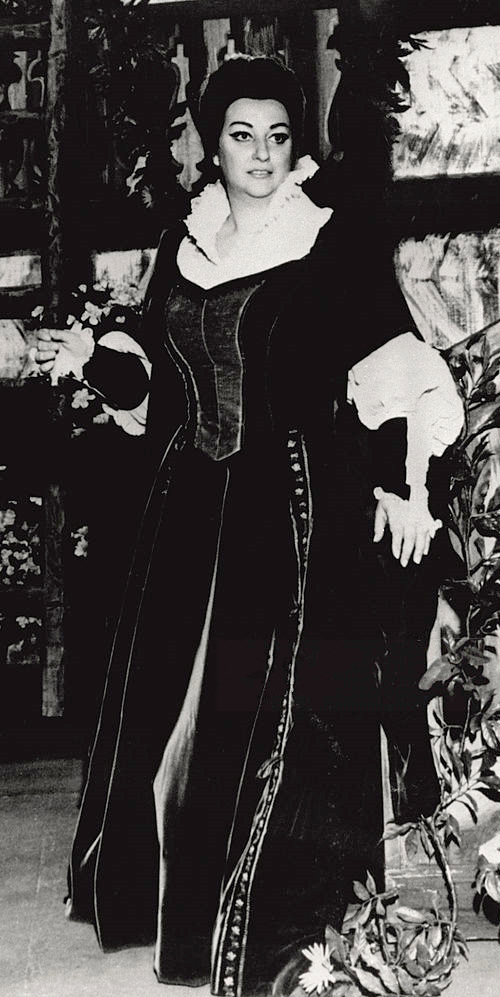
Montserrat Caballé v jevištním kostýmu (1969)

V roce 1982 získala Medalla de Oro de la Generalidad de Cataluña (Zlatou medaili katalánské autonomní vlády) a v roce 1988 El Premio Nacional de Música de España (Španělskou národní cenu hudby). V tomto období – v letech 1987 a 1988 – také vystupovala společně s Freddiem Mercurym.
V roce 1994 se stala „Vyslankyní dobré vůle“ organizace UNESCO. V rámci této činnosti založila nadaci, pomáhající dětem – obětem válek.
Montserrat Caballé ztvárnila více než osmdesát operních rolí, od oper barokních až k dílům Giuseppe Verdiho, Richarda Wagnera a Richarda Strausse. Interpretovala role tak rozdílné, jako jsou Norma, Salomé, Violeta, Maršálka (Marschallin) v Růžovém kavalírovi (Richard Strauss), Semiramis nebo Isolda (Tristan a Isolda, Richard Wagner). Šíře jejího repertoáru je zachycena na mnoha nahrávkách. Její studiové nahrávky představují na třicet kompletních oper a přes padesát recitálů; nezapomenutelná je La traviata nahraná v RCA společně s italským tenoristou Carlem Bergonzim. V jejím repertoáru se objevují i španělské lidové písně a melodie ze žánru zarzuela. Populárním se stalo její společné album s Freddiem Mercurym s názvem Barcelona, jehož titulní píseň zazněla i na zahájení Olympijských her v Barceloně v roce 1992.
Její hlas se vyznačoval čistotou, přesností a v neposlední řadě silou. Při vystoupeních využívala dramatického výrazu a svých interpretačních schopností. K tradicím belcanta se vracela svou technikou a hlasovým zabarvením.
V roce 2003 na zakončení kariéry uskutečnila řadu koncertů v Německu.
Hodně času věnovala pomoci mladým začínajícím zpěvákům, mj. stála u zrodu kariéry tenoristy José Carrerase, který poté po řadu let byl jejím partnerem na scéně. Její žákyní byla i její dcera, sopranistka Montserrat Martí Caballé.
V červnu roku 2008 podpořila „Manifest pro jednotný jazyk“ (El Manifiesto por la Lengua Común), kontroverzní iniciativu jisté části španělské kulturní obce, která kritizuje údajnou diskriminaci španělštiny ve prospěch katalánštiny v autonomní provincii Katalánsko.

## Vyznamenání
- dáma Řádu Isabely Katolické – Španělsko, 13. ledna 1966
- dáma velkokříže Řádu Alfonse X. Moudrého – Španělsko, 17. července 1975[3]
- Řád přátelství – Rusko, 1. září 1997[4]
- velký záslužný kříž Záslužného řádu Spolkové republiky Německo – Německo, 2003[5]
- dáma Řádu čestné legie – Francie, 26. ledna 2005[6]
- Řád kněžny Olgy I. třídy – Ukrajina, 20. dubna 2006[7]
- velkokříž Řádu zásluh o Italskou republiku – Itálie, 26. listopadu 2009[8]
- Řád cti – Arménie, 7. června 2013[9]
- komandér Řádu umění a literatury – Francie